# Abraham Prochownik
Abraham Prochownik – legendarny Żyd, który miał zostać wybrany księciem Polan po obaleniu Popiela w 842. Piast miał wedrzeć się siłą do domu, w którym Abraham modlił się i zażądać godności książęcej dla siebie. Wtedy Abraham odstąpił od tego zaszczytu, a na księcia wybrany został Piast. Według innej wersji to Abraham nakłonił Piasta do przyjęcia godności. 
Pierwsza wersja drukowana legendy ukazała się w zbiorze legend i bajek Romana Zmorskiego w roku 1854 W przedmowie do opowiadania autor przyznaje się do początkowego zamiaru napisania na podstawie legendy naukowej rozprawy historycznej. Ze swadą opisuje sen, w którym zobaczył siebie jako następcę niedocenianych historyków Maciejowskiego i jego niewymienionego poprzednika, a także Wiśniewskiego oraz Łukaszewicza. Sen ten miał sprawić, że poprzestał na przedstawieniu opowieści w formie podobnej do wersji zasłyszanej.